# Partido Comunista de China
El Partido Comunista de China (PCCh; en chino simplificado, 中国共产党; en chino tradicional, 中國共産黨; pinyin, Zhōngguó Gòngchǎndǎng; Wade-Giles, Chung-kuo Kung-chan-tang) es el partido político fundador y gobernante de la República Popular China. Además, es el miembro más grande del Frente Unido de China, liderado por este mismo. Con una membresía que roza los 100 millones, se ha convertido en una de las mayores organizaciones políticas del mundo y es considerado como el segundo partido político más grande en el mundo.
Fundado en 1921 mantuvo inicialmente una alianza con el Partido Nacionalista (Kuomintang) (KMT) que se encontraba en el poder, pero en 1927 el ejército del KMT -China carecía de un ejército bajo mando del Estado-, liderado por Chiang Kai-shek, cambió su postura e inició una campaña de exterminio contra los comunistas, dando inicio a la guerra civil china (1927-1937, 1945-1949). El PCCh creó entonces el Ejército Popular de Liberación y logró sobrevivir mediante una dramática retirada de miles de kilómetros hacia el interior de China, conocida como la Larga Marcha, que llevó a Mao Zedong al liderazgo del Partido. En 1937, los ejércitos del PCCh y el KMT se aliaron para resistir juntos la invasión del Imperio del Japón dando origen a la segunda guerra sino-japonesa (1937-1945). Luego de la derrota de Japón en 1945, se reinició la guerra civil contra el KMT, resultando vencedor el PCCh en 1949. En septiembre de 1949 la Conferencia Consultiva Política del Pueblo Chino, integrada por representantes del Partido Comunista, otros partidos democráticos, organizaciones de masas, varias localidades, el Ejército Popular de Liberación, minorías étnicas, chinos de ultramar y grupos religiosos, proclamó la fundación de la República Popular China, bajo control del PCCh, siendo elegido presidente Mao Zedong.
Mao, aunque con altibajos, fue el líder predominante del PCCh y de China, en las décadas de 1950, 1960 y 1970. Bajo su liderazgo China consolidó su unidad territorial -con excepción de Taiwán-, recuperó los enclaves coloniales y semicoloniales -con excepción de Hong Kong y Macao-, puso fin al llamado Siglo de la humillación y obtuvo el reconocimiento de las Naciones Unidas en 1971. Zhou Enlai fue otro líder del PCCh de gran relevancia en esas décadas, caracterizadas por intensas campañas de reformas económicas e ideológicas como el Movimiento antiderechista, el Gran Salto Adelante o la Revolución Cultural, que llevó al poder a la llamada Banda de los Cuatro.
Tras la muerte de Mao en 1976 y la derrota de la Revolución Cultural, el PCCh produjo un notable giro ideológico bajo la influencia de Deng Xiaoping que se orientó a reformar radicalmente la economía china con el fin de desarrollar un modelo socialista de mercado (socialismo con características chinas), que se ha mantenido desde entonces, llevando a China a convertirse en la segunda economía del mundo y a mejorar considerablemente las condiciones de vida de la población. Esta orientación ha sido mantenida por los sucesivos secretarios generales del PCCh y presidentes del país, Jiang Zemin (1993-2002), Hu Jintao (2002-2012) y Xi Jinping (desde 2012).

## Denominación
En español son frecuentes las dos denominaciones Partido Comunista de China y Partido Comunista Chino. Aunque ambas son correctas como traducción del nombre chino, las publicaciones en español de la propia República Popular China utilizan siempre la primera forma.

## Historia

### Orígenes

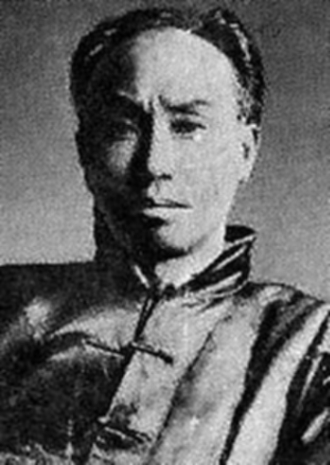
Chen Duxiu, uno de los fundadores y primer líder del Partido Comunista de China.

En 1912 la  Dinastía Qing había sido derrocada, naciendo así la República de China cuyos primeros años se caracterizaron por las luchas internas, en lo que se conocería como la era de los señores de la guerra, y por la sumisión del país a Occidente y al Imperio Japonés, un problema heredado del imperio. El Partido Comunista de China reivindica sus orígenes en el Movimiento del Cuatro de Mayo de 1919, una oleada de protestas contra la cada vez mayor influencia japonesa en China. En el Movimiento del Cuatro de Mayo las ideologías occidentales radicales como el marxismo y el anarquismo ganaron terreno entre los intelectuales chinos. Chen Duxiu y Li Dazhao estuvieron entre los primeros intelectuales chinos destacados que apoyaron públicamente el leninismo y la revolución mundial. Ambos intelectuales consideraron la Revolución de Octubre en Rusia como un ejemplo a seguir. La teoría de Vladimir Lenin de un partido de vanguardia tendría especial influencia dentro del movimiento comunista chino. En el verano de 1919, el Partido Comunista de la Unión Soviética pone en marcha una política centrada en el Lejano Oriente y en abril de 1920, la División de Asuntos Exteriores designa a Grigori Voitinsky encargado de difundir las ideas marxistas en la República de China y el Imperio de Japón. Shanghái acabaría por convertirse en la sede del Komintern en el Lejano Oriente. El Congreso Fundacional del PCCh se celebró del 23 al 31 de julio de 1921. Ni Li ni Chen pudieran asistir al primer congreso, lo que no evitó que Chen se convirtiera en el primer secretario general del  partido.
En el contexto de la guerra civil rusa, los bolcheviques buscaban aliados en Oriente para hacer frente a Japón, la principal fuerza anticomunista en el este de Rusia. Por ello, además de fomentar la creación del Partido Comunista Chino, los bolcheviques entablaron relaciones con el Kuomintang, un partido fundado por Sun Yat-sen, el hombre detrás de la Revolución de Xinhai de 1911 que provocó el derrocamiento de la Dinastía Qing. El Kuomintang, o KMT, estaba localizado en el sur de China. El norte del país estaba en manos del Gobierno de Beiyang, fragmentado en facciones rivales. El 6 de octubre de 1923, el Komintern envió a Mijaíl Borodin a Cantón. Eran muchos los que esperaban una fusión entre el KMT y el PCCh. El Comité Central del partido, Stalin, y el Komintern  esperaban que los comunistas acabasen por convertirse en la fuerza dominante dentro del KMT. Sun Yat-sen logró aliviar las cada vez mayores tensiones entre izquierdistas y derechistas dentro del KMT pero su prematura muerte en marzo de 1925 tras un cáncer llevó al general Chiang Kai-shek, de ideología derechista, al poder. No obstante, la alianza entre derechistas e izquierdistas, el que se conocería como Primer Frente Unido continuó en el contexto de la Expedición del Norte, una campaña iniciada en 1926 que buscaba echar del poder al Gobierno de Beiyang y a los señores de la guerra.
En 1927, tras una serie de importantes victorias contra los señores de la guerra del centro de China, Chiang Kai-shek centra su atención en el Partido Comunista, que ya contaba con miles de miembros. En la que pasaría a la historia como Masacre de Shanghái las facciones derechistas del KMT atacan a los izquierdistas provocando más de cinco mil muertes. Si bien muchas figuras importantes dentro del KMT, incluyendo Soong Ching-ling, la viuda de Sun Yat-sen, criticaron a Chiang por su desmedida violencia, el general continuó con su campaña anticomunista que no tardaría en convertirse en una guerra civil en toda regla.

### La Guerra Civil

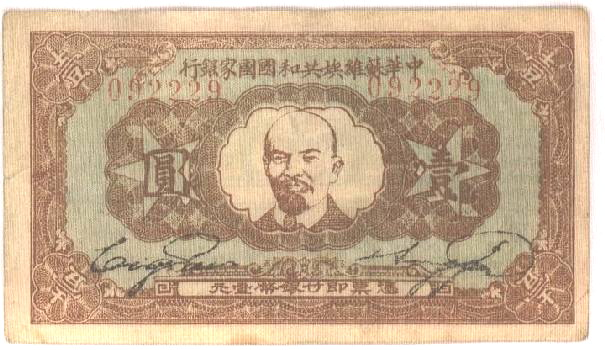
Billete con la efigie de Lenin emitido por la República Soviética de China.

El Partido Comunista de China siguió apoyando al gobierno del Kuomintang, con sede en Wuhan, pese a las acciones de Chiang en Shanghái. Sin embargo el 15 de julio de 1927, el gobierno de Wuhan expulsó a todos los comunistas del KMT. El PCCh reaccionó fundando el Ejército Rojo de Trabajadores y Campesinos de China, el germen del futuro Ejército Popular de Liberación, para luchar contra el KMT. Un batallón dirigido por el general Zhu De recibió la orden de tomar la ciudad de Nanchang el 1 de agosto de 1927 en lo que se conoció como el Levantamiento de Nanchang, considerada la primera batalla de la guerra civil china. Un joven Mao Zedong fue nombrado comandante en jefe del Ejército, saltando a la fama con el Levantamiento de la Cosecha de Otoño en Hunan. No obstante, las tropas de Mao se ven obligadas a huir al este, donde en 1931 establecen la República Soviética de China, más conocida como Sóviet de Jiangxi, en torno a la ciudad de Ruijin. 
La Guerra de las Planicies Centrales entre facciones del KMT y otros conflictos como la guerra sino-tibetana o los conflictos fronterizos con la Unión Soviética dan tiempo a Mao. No obstante, para 1934 las tropas del Ejército Nacional Revolucionario, nombre dado al ejército del Kuomintang, está listo para atacar Jiangxi. Esto lleva al comienzo de la Larga Marcha, un éxodo de miles de kilómetros a través del interior de China en dirección a Shaanxi, el principal núcleo comunista después de Jiangxi. En la Reunión de Zunyi, celebrada en Guizhou durante la huida, se reconoce a Mao Zedong como líder del partido. La destrucción de las células urbanas del PCCh llevó al auge de las facciones rurales. El propio Mao defendía la idea de que el agente revolucionario debía ser el campesinado y no el proletariado, idea que acabaría por convertirse en el principal pilar del maoísmo. Igualmente se adoptó una política de centralismo democrático. Chen Duxiu sería expulsado del partido y pasaría a liderar el débil movimiento trotskista chino.
La Segunda Guerra Sino-japonesa marcó el final de la primera etapa de la guerra civil china. Ante la existencia de un enemigo común, Chiang Kai-shek se vio obligado, tras el Incidente de Xi'an, a colaborar con el Partido Comunista. Las derrotas del Kuomintang en ciudades como Pekín, Nankín o Wuhan contrastan con los éxitos de los comunistas en el medio rural, como la Ofensiva de los Cien Regimientos de 1940, al mando del general Peng Dehuai. Para finales de la guerra los comunistas gozaban de un gran poder en el norte de China, reforzado tras la invasión soviético-mongola de Manchuria de 1945. Ese mismo año Mao Zedong recibe el cargo de Presidente del Comité Central del Partido Comunista de China. Pese a los intentos del general estadounidense George Marshall de conseguir una tregua entre el KMT y los comunistas, para finales de 1945 la guerra civil se había reanudado. El Partido gana afiliados a la vez que el Ejército Popular de Liberación gana reclutas. Mientras el Gobierno de Chiang mantenía el control sobre los principales núcleos urbanos del país, los comunistas consiguieron hacerse con el control del medio rural. Para finales de 1948, las ciudades del norte de China se habían convertido en islas rodeadas de territorio comunista. La táctica de Mao Zedong de controlar el campo había sido un éxito. A lo largo de 1949, las grandes ciudades fueron cayendo una a una bajo control comunista, y el Gobierno de Nankín hubo de replegarse hacia el sur, hasta acabar en la isla de Taiwán. La victoria de los comunistas en el continente chino llevó a la fundación, el 1 de octubre de 1949 de la nueva República Popular China, bajo la dirección de Mao y el Partido Comunista.

### El Partido bajo Mao Zedong

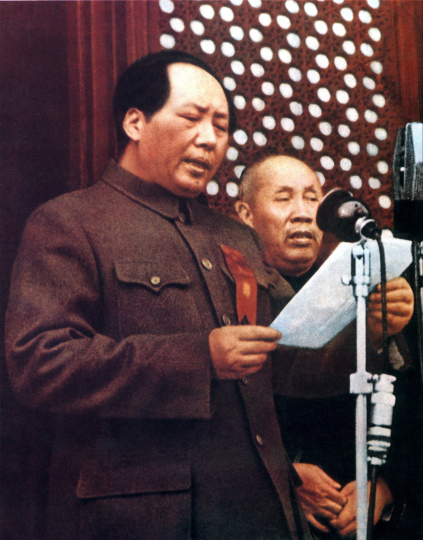
Mao Zedong lee la proclamación de la República Popular China el 1 de octubre de 1949 en Pekín.

Los primeros años de la República Popular se caracterizaron por una estrecha colaboración con la Unión Soviética y por el miedo a un posible ataque por parte de los estadounidense con el objetivo de reinstaurar a Chiang en el poder, razón por la cual China intervino en la guerra de Corea. Eran muchos los que temían que los estadounidenses y sus aliados no se detendrían en Corea del Norte y que entrarían en Manchuria. En el ámbito político, en los primeros años de la República popular se mostró cierta tolerancia hacia los grupos sociales considerados burgueses, si bien cuando el vicepresidente Liu Shaoqi visitó la Unión Soviética en 1952, Stalin le aconsejó establecer un sistema unipartidista. La Constitución China de 1954 estableció el unipartidismo de forma oficial. A mediados de la década de 1950 tiene lugar la Campaña de las Cien Flores, en la que el partido pide a los ciudadanos chinos que expresen críticas al funcionamiento de la joven república. Sin embargo, a ojos del partido, las críticas acaban por ser demasiado severas y la campaña es cancelada. 
El VIII Congreso Nacional del Partido, celebrado en 1956, fue el primer congreso nacional tras la victoria en la Guerra Civil, y en él se aprobaron las directrices para los años siguientes. Sin embargo, la aparente unidad en el seno del Partido comenzaría a entrar en crisis poco después de este congreso. El Gran Salto Adelante, una ambiciosa campaña que buscaba modernizar y socializar la agricultura china promovida por Mao en contra de las opiniones de los asesores soviéticos y de muchos dirigentes comunistas chinos, resultó un fracaso económico, y enfrentó a Mao a otros dirigentes del Partido, además de provocar el distanciamiento respecto a la Unión Soviética, algo que ya había comenzado a mediados de la década de 1950 cuando Mao Zedong criticó duramente la política de desestalinización de Nikita Kruschev. En el ámbito interior la oposición al Gran Salto Adelanto llevó a que se pusiese en marcha el Movimiento antiderechista, aprobado por el politburo en la Conferencia de Lushan de 1959. Fue la primera de las múltiples purgas que viviría el PCCh durante las décadas de 1950 y 1960. 
Tras el fracaso del Gran Salto Adelante, Mao se vio relegado en el aparato del Estado, cediendo el puesto de presidente de la República Popular China a Liu Shaoqi, y manteniendo sólo su cargo de presidente del Partido. Desde esta posición, Mao, junto a su esposa Jiang Qing y al líder del Ejército Lin Biao, pondría en marcha a finales de la década de 1960 la Revolución Cultural, una campaña que buscaba recuperar la ortodoxia ideológica del maoísmo, que según Mao y sus aliados se había perdido debido a las disputas internas dentro del PCCh. Sin embargo, las purgas no se limitarían a los altos cargos. El Ejército y las Universidades también serían escenario de violencia política ya que los protagonistas de esta Revolución serían los estudiantes, organizados en grupos de Guardias rojos quienes incluso llegarían a enfrentarse con el Ejército Popular de Liberación. Se atacó a todo lo considerado burgués y reaccionario. La Revolución Cultural tuvo como consecuencia la salida del poder, tanto del Partido como del Estado, de dirigentes como Liu Shaoqi y Deng Xiaoping. Debido a los enfrentamientos internos durante estos años, el IX Congreso Nacional del Partido no se celebraría hasta septiembre de 1969.[cita requerida] El IX Congreso marcó la victoria de Mao y Lin Biao en la pugna por el poder. La jefatura de Estado fue abolida y Mao, en su condición de presidente del Partido, se convertía de nuevo en el máximo dirigente del país.
Las luchas por el poder continuarían, sin embargo, en los años siguientes. Lin Biao fue acusado de planear un golpe de Estado contra Mao y acabaría muriendo en un accidente aéreo cuando intentaba huir del país rumbo a Moscú. La esposa de Mao, Jiang Qing, junto a sus seguidores, formarían el grupo de dirigentes del Partido que más tarde sería conocido despectivamente como la Banda de los Cuatro. En el otro lado del Partido se encontraban los moderados, representados por Zhou Enlai, Primer ministro del Consejo de Estado de la República Popular China y amigo personal de Mao. Lin Biao, pese a pertenecer a la facción más radical del maoísmo, sería igualmente criticado durante la década de 1970. Se popularizó la frase Critique a Lin, Critique a Confucio, que de forma indirecta se utilizó también para criticar a Zhou. En agosto de 1973, se celebró el X Congreso Nacional del Partido, que confirmó la línea ideológica de la Revolución Cultural y confirmaba el poder de Jiang Qing y sus colaboradores.

### El Partido tras la muerte de Mao

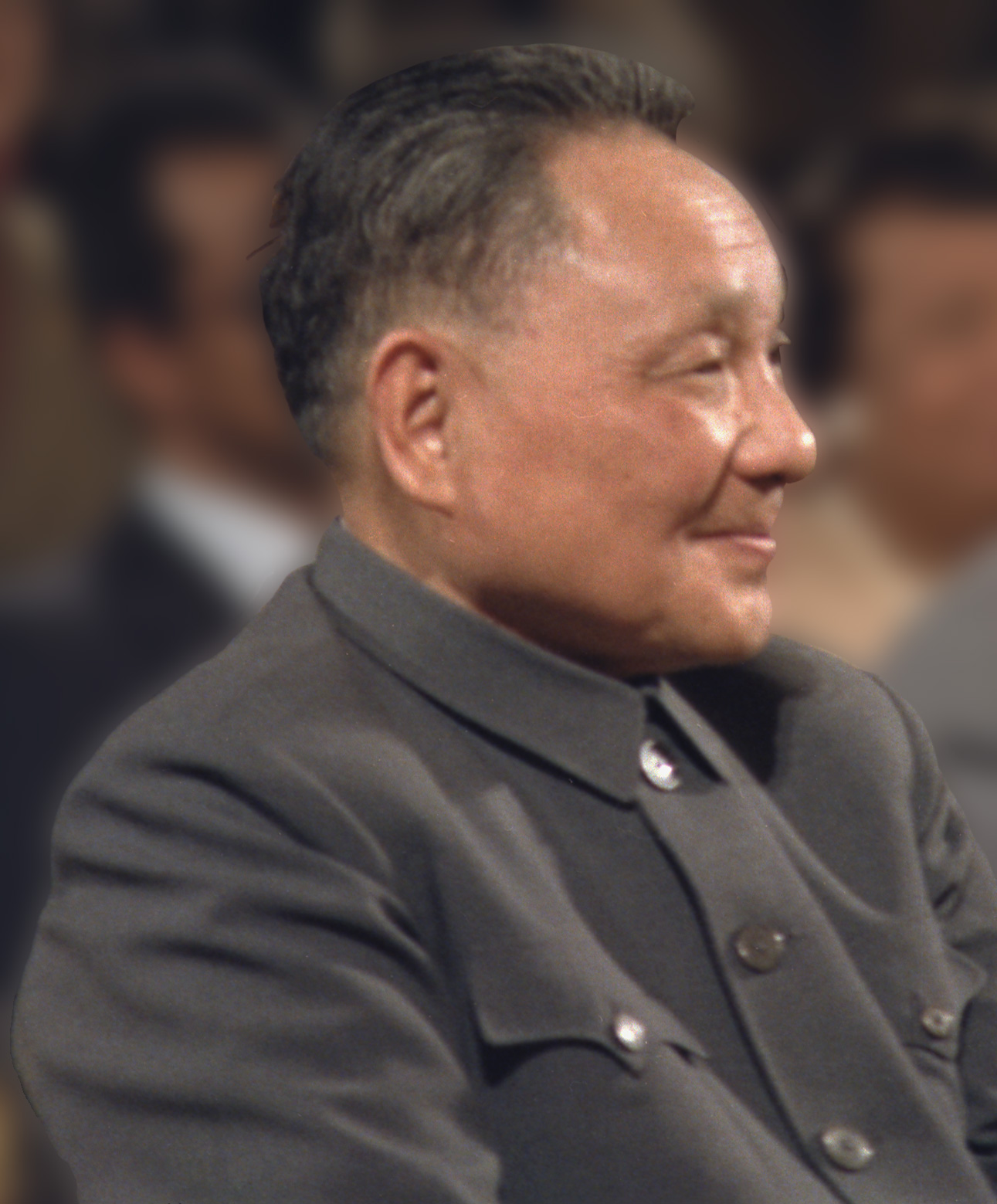
Deng Xiaoping fue el principal dirigente del Partido y líder de China entre 1978 y 1989, siendo el dirigente comunista chino más destacado tras la muerte de Mao en 1976 hasta el ascenso de Xi Jinping.

Tras la muerte de Mao en 1976, el sucesor elegido por este, Hua Guofeng, haría arrestar a la Banda de los Cuatro, y permitiría el regreso al poder de dirigentes que habían sido apartados durante la Revolución Cultural. Precisamente el principal de estos dirigentes, Deng Xiaoping, que gozaba de una base de apoyos mucho mayor que el casi desconocido Hua, acabaría haciéndose con el poder en el Partido y en el Estado. En 1977, el XI Congreso Nacional del Partido condenaba los acontecimientos de la Revolución Cultural, atribuyendo a la Banda de los Cuatro toda la responsabilidad de los errores cometidos. Esta ruptura con los años precedentes se confirmaría con mayor claridad un año después, en diciembre de 1978, cuando se celebró la III Sesión Plenaria del XI Congreso Nacional. En esa reunión, que confirmó la irrupción de Deng Xiaoping como nuevo hombre fuerte del Partido, se condenó de manera explícita la Revolución Cultural, que fue calificada de catástrofe y se reiteraron las manifestaciones de condena contra Lin Biao y la Banda de los Cuatro. La nueva línea oficial del Partido aseguraba que Mao había cometido errores, pero atribuía la responsabilidad principal de los mismos a sus seguidores, respetando la figura de Mao como gran líder revolucionario.
A partir del XI Congreso, se inició una etapa de estabilidad política, derivada del firme control del Partido por Deng Xiaoping, que ha continuado hasta la actualidad. Desde 1978, los Congresos Nacionales del Partido se han venido celebrando con regularidad cada cinco años, y las líneas maestras tanto políticas como económicas marcadas por Deng Xiaoping han sido mantenidas por sus sucesores al frente tanto del Partido como del Estado, Jiang Zemin y Hu Jintao. La mayor crisis a la que hubo de enfrentarse el Partido Comunista en estos años fue sin duda la que se derivó de las protestas de la Plaza de Tian'anmen de 1989. El desenlace de estas protestas, en las que murieron cientos de manifestantes tras la intervención del Ejército, supuso la salida del poder de dirigentes como Zhao Ziyang, y convirtió a Jiang Zemin en el sucesor de Deng Xiaoping.
El acervo ideológico del Partido, basado en el marxismo-leninismo y el pensamiento de Mao Zedong, ha sido ampliado en los últimos años con el pensamiento de Deng Xiaoping y la teoría de la Triple Representatividad de Jiang Zemin. De esta manera, el Partido ha mantenido la evolución de su ideología, así como el respeto a sus dirigentes, incorporando a su doctrina las ideas de los líderes más recientes.

## Organización
A la cabeza del Partido se encuentra el Congreso Nacional, que se reúne cada cinco años. El Congreso Nacional elige el Comité Central -formado por 205 miembros en 2022-, que se reúne anualmente y elige al Buró Político (25 miembros), dentro del cual existe a su vez un órgano de poder más restringido formado por los nueve miembros del Comité Permanente del Buró Político. A estos nueve miembros del Comité Permanente se les considera habitualmente los hombres más poderosos del sistema político y la mayoría de ellos desempeñan también funciones de gobierno en el aparato del Estado.
Encabezando el Comité Permanente se encuentra el secretario general del Comité Central. El cargo de presidente del Partido, que había ocupado Mao Zedong, fue abolida por el XII Congreso realizado en 1982.
El Partido Comunista de China cuenta con dos organizaciones juveniles, el Cuerpo de Jóvenes Pioneros de China, para niños, y la Liga de la Juventud Comunista de China.

## Congresos nacionales
El Congreso Nacional del Partido Comunista de China se convoca en la actualidad cada cinco años, y durante el mismo se elige al Comité Central del partido, además de debatirse y aprobarse las normas internas del Partido. El XX Congreso Nacional, celebrado en 2022, ha sido el último congreso nacional, del que procede el actual Comité Central, en tanto que el XXI Congreso está previsto para octubre de 2027.

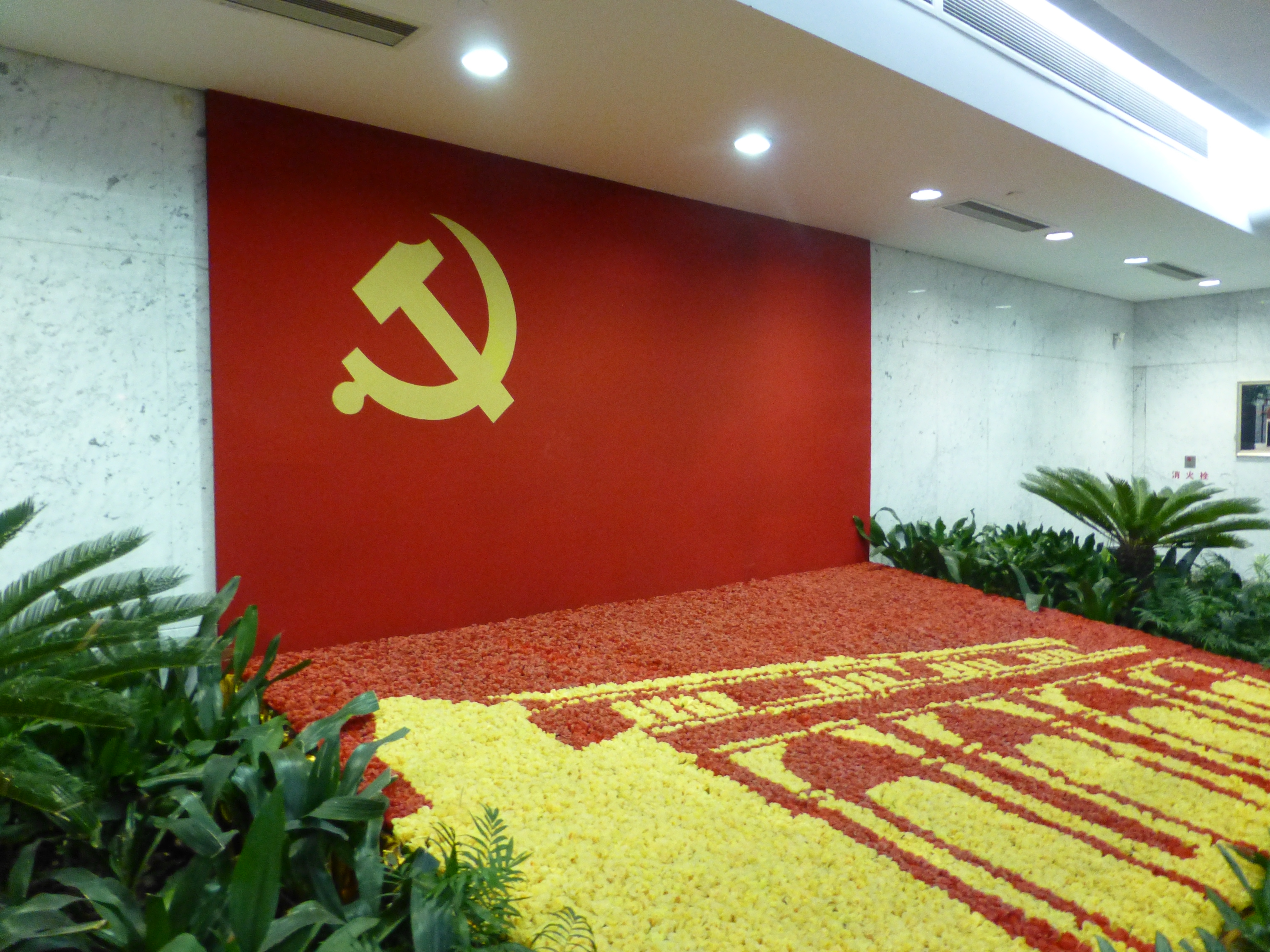
Bandera del Partido, expuesta en la sede donde se celebró el I Congreso en 1921.

## Ideología
El Partido Comunista de China es una de las mayores organizaciones políticas del mundo y en la actualidad cuenta con más de 90 millones de miembros. Tiene presencia en todos los ámbitos de la vida de la República Popular China, controlando los diferentes niveles de gobierno, los lugares de trabajo y las instituciones de enseñanza.
En la época de Mao Zedong, la principal diferencia entre el comunismo chino y el de inspiración soviética que se extendió por Europa y otras partes del mundo radicaba en la diferente visión de los papeles de la clase campesina y la de los trabajadores urbanos. Mientras que los comunistas soviéticos desconfiaban del espíritu revolucionario de los campesinos, viendo a los trabajadores urbanos como la clase capaz de enfrentarse al poder burgués, Mao vio en los campesinos al auténtico motor de la revolución. Esta visión del mundo rural como el que debía alzarse contra los poderes establecidos fue una de los principales aportes de Mao al pensamiento comunista, junto con sus reflexiones sobre la contradicción y la distinción entre la contradicción principal y las contradicciones secundarias en el seno del pueblo.
La visión ideológica del PCCh registró una importante transformación de la mano de Deng Xiaoping, histórico dirigente del Partido que fue reconocido como máximo líder chino después de la muerte de Mao en 1976 hasta su fallecimiento en 1997. Deng aportó un cambio notable al pensamiento comunista referido al revalorizar el papel del mercado y la propiedad privada dentro del socialismo, siempre manteniendo la economía bajo dirección de la política, controlada a su vez por el Partido Comunista, denominando a ese enfoque «socialismo con características chinas». Bajo esta visión, el PCCh impulsó una serie de reformas económicas que supusieron la entrada en China de inversiones de empresas extranjeras y la creación de empresas privadas dentro del país, mientras que la ideología del Partido ha incluido un fuerte componente nacionalista. Esta evolución ideológica fue formalizada en la teoría ideológica de la triple representatividad de Jiang Zemin, el sucesor de Deng en el poder tanto en el Estado chino como en el PCCh, y que ha supuesto la admisión de empresarios como miembros del Partido en los últimos años. Esta profunda transformación ideológica de valorización del mercado y la empresa privada continuó con el sucesor de Jiang, Hu Jintao, bajo cuyo mandato se intensificaron las reformas políticas y económicas. 
Con el ascenso de Xi Jinping al máximo liderazgo del Partido en 2012, se puso el acento en dar prioridad al componente socialista dentro del ideario del Partido, por encima del nacionalismo, buscando reducir la desigualdad social y regional, terminar con la pobreza, combatir la corrupción derivada de los negocios privados y promover un «nuevo patrón de crecimiento» centrado en el mercado interno pero retroalimentado con el comercio internacional. Xi se ha destacado como gobernante al lanzar la Iniciativa de la Franja y la Ruta, un proyecto de construcción de infraestructuras y cooperación global que interconecta todas las regiones del mundo.
Hay bastantes especialistas en el marxismo que opinan que actualmente China se encuentra en una fase similar a la de la Nueva Política Económica en los primeros años de la URSS, asentando el capitalismo para, una vez superada esa fase de transición, poder dar el salto definitivo a un modelo socialista afianzado.